# Козлов, Александр (легкоатлет)
Александр Козлов (род. 5 января 1952) — советский и российский спортсмен, метатель молота.
В течение своей карьеры представлял Советский Союз на различных спортивных соревнованиях. Личный рекорд — 78,58 м, установленный им 24 мая 1980 года в городе Адлере. Завоевал бронзовую медаль на Летней Универсиаде 1977 года в Софии, забросив молот на 72,4 м.